# Francisco Manuel Durán Vázquez
Francisco Manuel Durán Vázquez, conocido popularmente como Francis Durán, nació el 28 de abril de 1988 en la localidad malagueña de Almargen. Actualmente juega en el C.D San Marcos.

## Trayectoria
Comenzó su andadura como futbolista en la disciplina de fútbol sala donde adquiere la técnica que hoy le caracteriza. Tras compartir fútbol y fútbol sala, se decanta por el deporte rey fichando por el Mortadelo CF, equipo de la capital malacitana. Tras un paso exitoso es fichado por el Málaga CF para sus categorías inferiores, más concretamente el equipo juvenil de División de Honor. Gracias a su buen juego es llamado por la Selección Nacional Española sub-19. Tras un breve paso por el Málaga B, Muñiz entrenador del primer equipo lo convoca para la eliminatoria de Copa del Rey frente al Real Zaragoza donde consiguen la victoria y destaca notoriamente. Fichado después por el Liverpool F.C. Ha  estado a prueba con el filial de la Real Sociedad, conocido popularmente como el Sanse y también en el filial del Atlético.
En 2007 Durán fichó por el Liverpool para formar parte de la cantera con proyección de encontrar sitio en el primer equipo, si bien las lesiones le impidieron obtener un papel más destacado. La salida de Rafa Benítez del club británico también supuso la marcha del jugador malagueño.
En 2011 firma con el Elche CF, que a su vez, lo cede al Orihuela Club de Fútbol para la temporada 2011/12.
El medio ofensivo, quien disputó la temporada anterior 23 partidos en el Grupo 3 de Segunda División B en el Orihuela, se convierte en refuerzo para el curso 13/14 del Écija Balompié. 
En enero de 2014 la Real Sociedad Deportiva Alcalá (Tercera, Grupo 7) confirmó la llegada a sus filas del jugador procedente del Écija Balompié, quien disputó 7 partidos esta temporada en el Grupo 4 de Segunda División B.